# Sagar Pawan
Sagar Pawan (Sanskrit: Meeresbrise) ist das Kunstflugdemonstrationsteam der indischen Marine-Flieger. Es ist eines von nur zwei Marine-Kunstflug-Teams der Welt, das andere sind die Blue Angels der US-Marine. Das Team hat vier Hindustan Aeronautics HJT-16 Kiran Mk.2 Schulflugzeuge und ist auf der Indian Naval Station Hansa im südindischen Dabolim stationiert. Die Farbgebung der Flugzeuge ist dunkelblau und weiß.

## Geschichte
Das Team begann das Training für den Kunstflug Ende 2001. Der Staffelkapitän der INAS 551 war Cdr JS Tewatia. Dieser Zeit war jedoch informell. In der zweiten Jahreshälfte 2002 erfolgte die Änderung auf die aktuelle Lackierung der Flugzeuge und an den innenliegenden Flügelstationen wurden Rauchgeneratoren montiert. Das Team wurde zunächst Sagar Kiran genannt. Unter diesem Namen flog das Team (damals mit nur drei Flugzeugen) am 11. Mai 2003 sein Debüt zur Feier des goldenen Jubiläums der indischen Marinefliegerei in Kochi. Der Name des Teams wurde später in Sagar Pawan geändert. Das Sagar Pawan Aerobatic Team oder SPAT wird auch als INSPAT (IN = Indian Navy) bezeichnet. Das Team wird von Cdr Yashwant Hemant Karkare geführt. Seit der Gründung hat das Team in Kochi, Visakhapatnam, Mumbai (Gateway of India), Pune (NDA, Khadakwasla), Lonavla (INS Shivaji) und einer Reihe von anderen Standorten sowie natürlich auch an ihrem Heimatstandort in Goa Flugvorführungen durchgeführt. Es ist auch an den Internationalen Filmfestspiele von Indien Vorführungen geflogen. Wenn die Kunstflugkollegen von der Luftwaffe, Surya Kiran, die das gleiche Flugzeug fliegen, oder die Red Arrows der Royal Air Force in Goa Vorführungen fliegen, interagiert Sagar Pawan mit diesen. Die INAS 551 wurde zur Admiralstabeinheit ernannt. Sie wurde für ihren Beitrag an die Marine als Ausbildungsstaffel und für den Beitrag bei der Einrichtung der Kunstflugstaffel ausgezeichnet. Am 3. März 2010 stürzte ein Flugzeug des Sagar Pawan Team in Hyderabad während der Durchführung einer Airshow ab. Pilot Suresh Kumar Maurya und Copilot Rahul Nair wurden bei dem Absturz getötet.